# Sluga gosudarev
Sluga gosudarev (russisk: Слуга государев) er en russisk spillefilm fra 2007 af Oleg Rjaskov.

## Medvirkende
- Dmitrij Miller som Sharl de Breze
- Aleksandr Bukharov som Grigorij Voronov
- Ksenija Knjazeva som Sharlotta de Monterras
- Darja Semjonova som Anka
- Aleksej Tjadov som Angie